# Євангеліон (меха)

Єванґеліон 02, 01 та 00

Євангеліон (яп. エヴァンゲリオン, англ. Evangelion) — в аніме-серіалі і манзі «Neon Genesis Evangelion» людиноподібна біомеханічна бойова машина, керована або людиною (пілотом) зсередини, або дистанційно (за допомогою «псевдопілота»). В аніме-культурі такі роботи називаються «меха». Єванґеліонів часто називають просто «Єва». Як і Ангели, вони уміють створювати захисне АТ-поле.
Спочатку Єванґеліони створювалися відділеннями організації NERV по всій Землі для захисту від нападу Ангелів. Також доступ до технології виробництва Єванґеліонів мала організація SEELE, яка контролює NERV.

## Пристрій і технологія
Єванґеліони є гігантськими (більше 40 метрів заввишки і вагою більше 1000 тонн) людиноподібними біороботами. Механіка їх руху і основні пропорції корпусу приблизно ідентичні параметрам людини.
Тулуб розбитий на грудну грудну клітку (зазвичай захищену важкою бронею) і декілька ребер. Плечі Єв продовжують високі футляри-кріплення з потовщеннями в області з'єднання руки з тулубом. Голова зазвичай видовжена й горизонтально видовжена, порівняно з людською.

### Зброя
У боях з Ангелами Єванґеліони використовують вогнепальну, холодну і експериментальну зброю. Через свою будову Єви поводяться з відповідним типом зброї так само, як і люди; так само озброєння Єванґеліонів практично ідентично традиційним сучасним видам озброєння.
- Квантовий ніж — універсальна зброя Єванґеліонів. Німецька розробка являє собою величезний (відповідно до параметрів Єванґеліона), більше схожий на канцелярський ніж, з висувним лезом. Японська розробка — нескладний бойовий ніж. Квантовий ніж ховається в один з футлярів-кріплень над плечима Єв.
- Автоматична вогнепальна зброя — використовується Єванґеліонами для швидких сутичок, що не вимагають високої потужності зброї. Єдиний Ангел, знищений за допомогою цього виду зброї, — дев'ятий — був уражений прицільним пострілом в незахищену область.
- Позитронна зброя — величезна позитронна гвинтівка, експериментальна модель, розроблена для ведення бойових дій регулярною армією Японії. Інший зразок позитронної зброї, розроблений в NERV, не володів достатньою потужністю, тому армійська модель була реквізована NERV для боротьби з п'ятим Ангелом. Єванґеліон-01 зробив з рушниці два постріли, для чого знадобилося вся енергія країни. Більше позитронна зброя не застосовувалася для боротьби з Ангелами.
- Важка холодна зброя — активно використовується Аскою, пілотом Єви-02. Частіше за все Аска вибирає односторонній спис.
- Спис Лонгинія — гігантський спис з двома вістрями на кінці, які можуть згортатися разом. Спис був успішно використаний проти п'ятнадцятого Ангела, потім втрачений у космосі до кінця серіалу. Спис може пробивати АТ-поле і володіє особливими властивостями, необхідними для початку Комплементації людства або її каталізації.

- Репліканти Списа Лонгинія — великі важкі бойові двосторонні списи, здатні швидко перетворюватися на подоби Списа Лонгинія. Репліканти також здатні проривати АТ-поле, але відповідність іншим властивостям оригіналу невідома.

- Шипи — близько десяти гострих снарядів невідомої будови, здатні прошивати броню Єванґеліонів або аналогічну матерію. Вистрілюються єдиним залпом з одного футляра-кріплення над плечима. Шипами користувалася тільки Єва-02, про їх наявність у інших Єванґеліонів невідомо.

### Енергоживлення
Для отримання енергії Єванґеліони використовують внутрішні і зовнішні джерела енергії. За допомогою стандартних вбудованих батарей біоробот може перебувати в декількох режимах:
- Повне функціонування всіх систем — 1 хвилина
- Нормальний робочий стан — 5 хвилин
- Підтримка життя пілота (при відключенні всіх інших систем) — 17 годин

Для постійного повного функціонування передбачена передача енергії Єванґеліона через товстий кабель від зовнішніх джерел. Він приєднується штекером до Єви під лопатками. Під час боїв безпосередньо в Токіо-3 біороботи можуть міняти кабелі з різних джерел, розташованих у спеціальних сховищах по всьому місту, якщо кабелю не вистачає довжини або пересування між будинками заплутує кабель.
Теоретично Єванґеліон може використовувати спеціальні S2 (Суперсоленоїдні) двигуни, які слугують Ангелам невичерпними джерелами енергії. Такі двигуни змогли б забезпечувати біороботів енергією практично необмежений час, і таким чином це вирішило б проблему залежності від зовнішніх джерел. S2 двигуном були оснащені Єва-04 і Серійні Єванґеліони. Єва-01, перебуваючи в режимі берсерка, з'їла і засвоїла S2 двигун чотирнадцятого ангела.

### Внутрішня будова та керування
Фізично Єванґеліон — одночасно і машина і жива істота. Єва покрита неорганічною бронею і (можливо) використовує неорганічні основи для скелета і каркаса. Позаяк внутрішньо Єванґеліон має біологічну матерію, тому він може взаємодіяти з органікою (наприклад, з S2 двигуном) і проявляти органічні властивості, як, наприклад, відновлення тканин.
Крім того, працездатний Єванґеліон має власну душу (зазвичай її називають «резидентною душею») або її аналог. Це правдиво для двох діючих біороботів з серіалу, але, ймовірно, є необхідною умовою для успішного запуску будь-якого Єванґеліона. Теоретично при ініціації пілота, його душа взаємодіє з резидентною душею і, якщо обидві сторони готові прийняти один одного, відбувається остаточна активація Єванґеліона. Таким чином, для нормальної біороботи системи необхідна взаємна спорідненість душ пілота і Єви. Володіння душею також дозволяє Єванґеліонам створювати свої власні АТ-поля і контролювати їх.
Пілоти керують Євами зсередини і поміщаються в кабіну управління в спеціальній контактній капсулі, що повністю заливається спеціальною рідиною «LCL» (кров'ю Ангела Ліліт, схованого під Токіо-3), яка допомагає забезпечувати життєдіяльність пілота (наприклад, забезпечує легені киснем) і покращує ступінь синхронізації пілота і Єви. Контактна капсула поміщається всередину тіла Єванґеліона в області потилиці або шиї.
Взаємодія пілота з Єванґеліоном дозволяє першому фактично подумки передавати накази і керувати біороботом. Так, наприклад, якщо пілот уявить собі якусь здійснювану ним дію, то Єва зробить це. З іншого боку між пілотом і Євою також передаються всі відчуття. Якщо Єванґеліон зазнає пошкоджень, то пілот відчуватиме біль, хоча він сам залишатиметься неушкодженим.

### Підготовка і транспортування
Усередині штаб-квартири NERV Єванґеліони зберігаються в замороженому стані. Їхні рухи обмежені численними важкими кріпленнями і опорами. При довгій бездіяльності камери з Євами заливають невизначеною рідиною, що можливо виконує роль мастила, зберігає матеріали від старіння.
Під час підготовки Єв до бою кріплення забираються і, залежно від положення супротивника, біоробот або негайно переходить в бойовий режим і самостійно вибирається з камер, або транспортується до однієї з катапульт. Катапульта — надшвидкісний ліфт — дозволяє швидко доставити Єву на поверхню в місто або всередину порожнини Геофронту під Токіо-3. Шахти виходів розташовані в різних місцях Токіо-3.
Якщо дії Єванґеліонів необхідні на далекій відстані від штаб-квартири NERV, їх транспортують за допомогою авіації і в екстрених випадках біороботи самостійно від'єднуються від засобу перевезення прямо в повітрі. Надміцна конструкція Єв дозволяє їм не отримувати пошкоджень навіть після падіння з великої висоти. Серійні Єви в таких випадках використовують власні крила.
Для транспортування біороботів між країнами використовується авіація і морські кораблі. Єва-02 була доставлена з Німеччини в Японію за допомогою флоту ООН з флагманським кораблем «Over the rainbow». Єву-03 перевезли з США на літаку.

## Історія і хронологія
Передумови до створення Єванґеліонів з'явилися в час Другого удару, коли на Землі в Антарктиді виявили Першого Ангела — Адама. Єва розроблялася як клон Адама (що відповідає біблійській концепції «Єва пішла від Адама»).
Роботи зі створення Єванґеліонів вела організація GEHIRN, потім проєкт прийняв NERV і до 2015 року довів його до завершення. Безпосередньо у розробці Єв брали участь Юі Ікарі, Кьоко Цепелін Сорю, Наоко Акаґі та Ріцуко Акаґі.
В ході розробки проєкту Юі Ікарі була поглинена Єванґеліоном-01, тобто її душа стала резидентною. Передбачається, що Юі зробила це свідомо, оскільки хотіла тим самим гарантувати перебування Шінджі Ікарі усередині Єви під час Третього удару. Душа Юі була вирішувала б, хто може зайняти місце пілота, а хто — ні. Крім того Юі, можливо, хотіла самостійно контролювати процес Третього удару.
Всі Єванґеліони розрізняються між собою принаймні зовні і деякими характеристиками.

### Пробні Єванґеліони
У спеціальних відділеннях NERV зберігається величезна кількість забракованих Єванґеліонів. Вони були створені і демонтовані в ході досліджень, пов'язаних з природою Єв. Практично всі з них є незавершені (невдалі) моделі Юніт-00. Також в підвальних лабораторіях NERV зберігається декілька недемонтованих тіл Єванґеліонів, так звані модельні тіла, позбавлені броні, нижніх кінцівок та голови.

### Перші Еванґеліони
Перші дві Єви призначалися в першу чергу для продовження досліджень і експериментів NERV.
Єванґеліон-00 (яп. 零号機 «Нульовий») — тестова модель Єванґеліона, перша успішна спроба створення машини типу Єванґеліон. Пілотується Першим Дитям Рей Аянамі. Забарвлений в помаранчевий колір (після серйозних пошкоджень в бою перефарбований в синій), має одне око (монокулярний зір). Побудований в Токіо-3. Статус резидентної душі невідомий (можливо — Наоко Акаґі або Рей-1). Знищив 15-го і 16-го Ангелів.
Єванґеліон-01 (яп. 初号機 «Перший») — прототип Єванґеліона, друга машина, успішно створена в ході проєкту. Пілотується Третім Дитям Шінджі Ікарі. Робот забарвлений у фіолетовий колір із зеленими смугами, має зловісний вигляд (деякі персонажі зауважують, що Єва-01 схожа на демона), має двоє очей (бінокулярний зір). Побудований в Токіо-3. Статус резидентної душі: Юі Ікарі. Перебував в стані берсерка під час бою з третім Ангелом і рухався без подачі енергії ззовні принаймні три рази за весь серіал. У 19 серії Єва-01 після знищення Ангела поглинула його S2 двигун і успішно використовувала його надалі. У час Комплементації Єва-01 опинилася в центрі Удару, але витримала це, як і хотіла Юі Ікарі. Цей Єванґеліон знищив 3, 4, 5, 7, 9, 12, 13, 14 і 17-го ангелів.

### Бойові Єванґеліони
Єванґеліон-02 (яп. 弐号機 «Другий») — перша повністю функціонуюча бойова модель типу Єванґеліон. Пілотувався Другим Дитя Аскою Ленглі Сорю і пізніше П'ятим Дитям Каору Наґіса. Біоробот забарвлений в червоний колір, має чотири ока. Створений німецьким відділенням NERV, доставлений в Японію флотом ООН (флагман — «Over the rainbow»). Статус резидентної душі: Кьоко Цепелін. Єванґеліон був знищений в процесі Третього Удару серійними Євами. Знищив 6, 7, 8 і 10-го ангелів.
Єванґеліон-03 (яп. 参号機 «Третій») — друга бойова модель Єви (перша бойова модель поставлена на серійне виготовлення). Пілотувалася Четвертим Дитям Тоджі Судзухара. Забарвлений в чорний колір, має два ока (бінокулярний зір). Розроблений в США. Статус резидентної душі невідомий (можливо мати або сестра Тоджі). В результаті катастрофи під час запуску був узятий під контроль Ангелом і знищений Єванґеліоном-01 під керуванням псевдопілота у 18 серії.
Єванґеліон-04 (яп. 四号機 «Четвертий») — третя бойова модель Єви (друга бойова модель серійного виготовлення). Не з'являлася в серіалі. Біоробот повторює конструкцію Єви-03, відрізняючись лише забарвленням білого кольору (випробування нового типу броні). Створений в США. Статус резидентної душі невідомий. Був знищений разом зі всім американським відділенням NERV за нез'ясованих обставин, швидше за все пов'язаних з випробуванням S2 двигуна. Не встановлено, чи був цей Єванґеліон активований чи ні.
Теоретично в розробку були запущенні серійні бойові моделі Єванґеліон-05 і вище, але незавершені Єванґеліони були демонтовані для надання деталей і частин броні на ремонт Еванґеліонів 00,01 та 02, про що згадується в серіалі.

### Серійні Єванґеліони

Серійний Єванґеліон

Для виконання свого основного завдання SEELE створила дев'ять ідентичних один одному Єванґеліонів (моделі 05 — 13). В «End of Evangelion» показані вставлені в кожного з біороботів капсули-імітатори з написами «Nagisa Kaworu» і порядковим номером. Біороботи мають однакову будову, забарвлені в білий колір. Як основну зброю використовують важкі двосторонні піки — репліканти Списа Лонгинія. Володіють здібністю швидкої регенерації. Всі серійні Єви використовують S2 двигуни, як джерела енергії; також вони укомплектовані складаними крилами та здатні літати. На відміну від прототипів і бойових Єванґеліонів у серійних моделей немає кріплень над плечима і посиленої броні на грудній клітці. Про резидентну душу нічого не відомо. Імовірно, вони не мають AT-поля.
В «End of Evangelion» SEELE використовує серійні Єванґеліони для того, щоб здійснити Комплементацію. Серійні Єви грають ключову роль в здійсненні ритуалу що призводить до Третього Удару і Комплементації за сценарієм SEELE. Вони беруть участь в ньому, взаємодіючи з Єванґеліоном-01 і його пілотом.